# Ludwigsau
Ludwigsau ist eine Großgemeinde im Nordosten Hessens im Landkreis Hersfeld-Rotenburg. Sie ist mit 112 km² eine der größten Flächengemeinden Hessens.

## Geographie

### Geographische Lage
Die Gemeinde liegt an der Fulda im Städtedreieck Bad Hersfeld, Bebra und Rotenburg an der Fulda. Die Gemeindegemarkung liegt am Rande des Seulingswaldes und erstreckt sich entlang des Rohrbaches und seines linken Zuflusses Endersbach in das östliche Knüllgebirge hinein. Der Rohrbach fließt beim Ortsteil Reilos in die Fulda. Das Rohrbachtal wird auch Besengrund genannt, weil in den vergangenen Jahrhunderten viele Kleinbauern des waldreichen Rohrbachtals auf den Nebenerwerb als Besenbinder oder Korbmacher angewiesen waren.

### Nachbargemeinden
Ludwigsau grenzt im Norden an die Gemeinde Alheim und die Stadt Rotenburg an der Fulda, im Osten an die Stadt Bebra und die Gemeinde Ronshausen, im Südosten an die Gemeinde Friedewald, im Süden an die Stadt Bad Hersfeld sowie im Westen an die Gemeinde Neuenstein (alle im Landkreis Hersfeld-Rotenburg) und die zum Schwalm-Eder-Kreis gehörende Gemeinde Knüllwald.

### Gemeindegliederung
Die Gemeinde besteht aus den 13 Ortsteilen Beenhausen, Biedebach, Ersrode, Friedlos (Sitz der Gemeindeverwaltung), Gerterode, Hainrode, Meckbach, Mecklar, Niederthalhausen, Oberthalhausen, Reilos, Rohrbach und Tann.

## Gemeindebildung

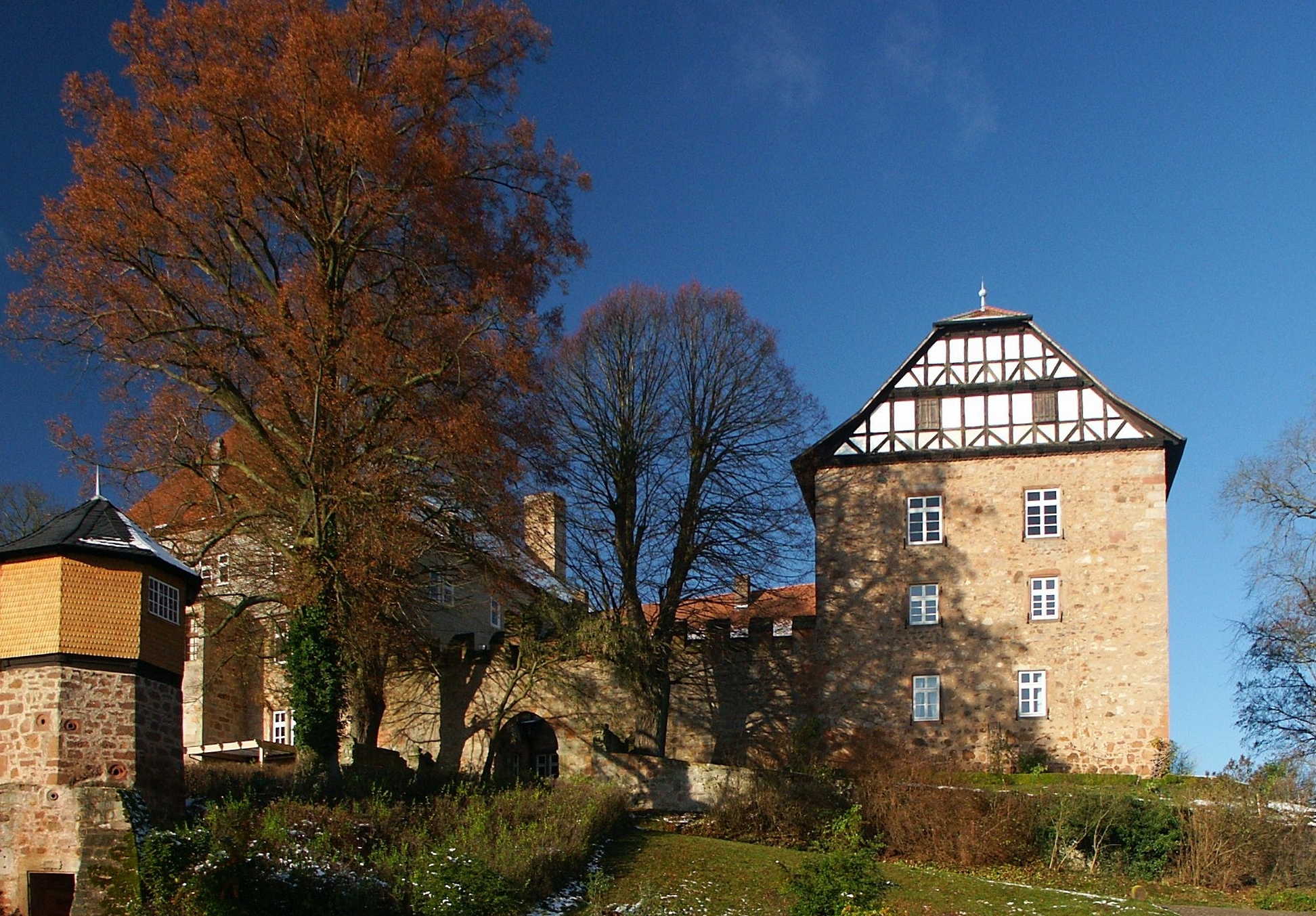
Schloss Ludwigseck

Im Rahmen der hessischen Gebietsreform in Hessen 1971/72 wurden im Fuldatal nördlich von Bad Hersfeld, im Besengrund und angrenzenden Tälern zwei Großgemeinden gegründet. Nach kurzer Zeit wurden diese Gebietskörperschaften und weitere bis dato politisch selbstständige Dörfer zur Großgemeinde Ludwigsau verschmolzen. Die Namensgebung bezieht sich letztlich auf Landgraf Ludwig I. von Hessen, der auf dem heutigen Gebiet der Gemeinde die Errichtung zweier nach ihm benannter Burgen – Schloss Ludwigseck und Burg Ludwigsaue (erbaut 1416) – veranlasste. Von der zuletzt genannten Burg gibt es keine sichtbaren Spuren mehr, sie stand an der Mündung des Rohrbaches in die Fulda.
Mit Wirkung vom 31. Dezember 1971 entstand die Gemeinde Ludwigseck durch den freiwilligen Zusammenschluss der zuvor selbständigen Gemeinden Beenhausen, Ersrode, Hainrode und Oberthalhausen. Am selben Tag entstand die Gemeinde Ludwigsau durch den freiwilligen Zusammenschluss der ehemals selbständigen Gemeinden Biedebach, Friedlos, Gerterode, Mecklar und Tann. Insbesondere Friedlos war daran interessiert, um einer Zwangseingemeindung in die Kreisstadt Bad Hersfeld zu entgehen.
Da sich Niederthalhausen dem Zusammenschluss zur Gemeinde Ludwigseck widersetzte, wurde durch Landesgesetz zum 1. August 1972 die Gemeinde Ludwigseck wieder aufgelöst und die dazugehörigen Gemeinden und Niederthalhausen sowie Meckbach und Rohrbach wurden in die Großgemeinde Ludwigsau zwangseingemeindet.

## Politik

### Gemeindevertretung
Die Kommunalwahl am 14. März 2021 lieferte folgendes Ergebnis, in Vergleich gesetzt zu früheren Kommunalwahlen:
| Sitzverteilung in der Gemeindevertretung 2021Insgesamt 25 Sitze - SPD: 23 - FDP: 2 | Parteien und Wählergemeinschaften | Parteien und Wählergemeinschaften           | % 2021 | Sitze 2021 | % 2016 | Sitze 2016 | % 2011 | Sitze 2011 | % 2006 | Sitze 2006 | % 2001 | Sitze 2001 |
| Sitzverteilung in der Gemeindevertretung 2021Insgesamt 25 Sitze - SPD: 23 - FDP: 2 | SPD                               | Sozialdemokratische Partei Deutschlands     | 92,3   | 23         | 61,5   | 16         | 64,4   | 16         | 61,2   | 19         | 61,7   | 19         |
| Sitzverteilung in der Gemeindevertretung 2021Insgesamt 25 Sitze - SPD: 23 - FDP: 2 | BFL                               | Bürger für Ludwigsau                        | —      | —          | 37,4   | 9          | —      | —          | —      | —          | —      | —          |
| Sitzverteilung in der Gemeindevertretung 2021Insgesamt 25 Sitze - SPD: 23 - FDP: 2 | FDP                               | Freie Demokratische Partei                  | 7,7    | 2          | 1,1    | 0          | —      | —          | —      | —          | —      | —          |
| Sitzverteilung in der Gemeindevertretung 2021Insgesamt 25 Sitze - SPD: 23 - FDP: 2 | CDU                               | Christlich Demokratische Union Deutschlands | —      | —          | —      | —          | 35,6   | 9          | 38,8   | 12         | 38,3   | 12         |
| Sitzverteilung in der Gemeindevertretung 2021Insgesamt 25 Sitze - SPD: 23 - FDP: 2 | gesamt                            | gesamt                                      | 100,0  | 25         | 100,0  | 25         | 100,0  | 25         | 100,0  | 31         | 100,0  | 31         |
| Sitzverteilung in der Gemeindevertretung 2021Insgesamt 25 Sitze - SPD: 23 - FDP: 2 | Wahlbeteiligung in %              | Wahlbeteiligung in %                        | 58,9   | 58,9       | 61,0   | 61,0       | 59,3   | 59,3       | 61,1   | 61,1       | 63,6   | 63,6       |

### Bürgermeister
Nach der hessischen Kommunalverfassung wird der Bürgermeister für eine sechsjährige Amtszeit gewählt, seit dem Jahr 1993 in einer Direktwahl, und ist Vorsitzender des Gemeindevorstands, dem in der Gemeinde Ludwigsau neben dem Bürgermeister ehrenamtlich ein Erster Beigeordneter und sieben weitere Beigeordnete angehören. Bürgermeister ist seit dem 15. August 2024 der parteiunabhängig angetretene Patrick Kuhn, der bis dahin in der Kommunalpolitik Vorsitzender der Gemeindevertretung war. Er wurde als Nachfolger von Wilfried Hagemann, der nach einer Amtszeit nicht wieder kandidiert hatte, am 3. März 2024 im ersten Wahlgang ohne Gegenkandidaten bei 49,61 Prozent Wahlbeteiligung mit 89,43 Prozent der Stimmen gewählt.
Amtszeiten der Bürgermeister
- 2024–2030 Patrick Kuhn[10]
- 2018–2024 Wilfried Hagemann[11]
- 1994–2018 Thomas Baumann[14]

### Wappen
Blasonierung: „Das Wappen ist mit einer blauen Doppelwellenlinie schräg geteilt. Rechts oben auf Silber eine rote Burg und links unten auf Silber ein rotes Mühlrad“.
Bedeutung: Die 13 Schaufeln des Mühlrades stehen für die Ortsteile der Gemeinde und die Burg stellt das Schloss Ludwigseck dar. Die Doppelwellenlinie steht für die Fulda und den Rohrbach.
Ludwigsau unterhält Partnerschaften mit dem französischen Changé in der Nähe von Le Mans (seit 1997) und mit dem thüringischen Struth-Helmershof (jetzt Teil von Floh-Seligenthal) in der Nähe von Schmalkalden (seit 1990).

## Kultur und Sehenswürdigkeiten
Bauwerke von historischer Bedeutung sind das
- Schloss Ludwigseck, zwischen Beenhausen, Ersrode und Sterkelshausen gelegen, erbaut um 1400, heute im Besitz derer von und zu Gilsa und die
- Fliegergedenkstätte „In der Nonnenrod“[15]

Naturdenkmäler in der Umgebung sind das
- Naturschutzgebiet „Fuldaaue“ mit renaturierter Kiesabgrabung (bei Mecklar), das
- Landschaftsschutzgebiet Malchustal (bei Ersrode),
- Landschaftsschutzgebiet Hauksgrund (bei Biedebach) und
- der Gernkopf (417 m ü. NN, oberhalb von Oberthalhausen).

## Wirtschaft und Infrastruktur

### Verkehr
Durch die Ortsteile Mecklar, Reilos und Friedlos führt die Bundesstraße 27.
Im Ortsteil Friedlos besteht ein Haltepunkt an der Bahnstrecke Bebra–Fulda, der von Cantus (Linie R5 Kassel – Bebra – Bad Hersfeld – Fulda im NVV) angefahren wird. Der Bahnhof Mecklar, der einen größeren Güterbahnhof umfasste, wurde bereits in den 1980er Jahren geschlossen. Zwischen allen Ortsteilen der Gemeinde Ludwigsau und der Kreisstadt Bad Hersfeld verkehrt regelmäßig die Buslinie 320 der ÜWAG.

### Radwanderwege
Durch die Ortsteile Friedlos und Mecklar folgende Radwanderwege:
- Der Hessische Radfernweg R1 (Fulda-Radweg) führt über 250 km von den Höhen der Rhön entlang der Fulda bis Bad Karlshafen an der Weser.
- Die D-Route 9 (Weser-Romantische Straße) führt von der Nordsee über Bremen, Kassel, Fulda und das Taubertal nach Füssen im Allgäu (1.197 km).

### Ansässige Unternehmen
In dem Industriegebiet in der Fuldaaue in Mecklar-Meckbach befindet sich seit 2007 die Firma DHL Supply Chain mit einem eigenen Gebäude. In Mecklar-Meckbach befinden sich vier Ferngasleitungen in der Nähe und ein größeres Umspannwerk liegt in dem Ortsteil. Dadurch entschied sich der Stromkonzern Iberdrola hier ein Gas- und Dampfkraftwerk zu bauen. Im Jahr 2011 verkaufte Ibertrola die Anteile an den dänischen Energiekonzern Dong Energy. Die Bauarbeiten sollten ursprünglich im Jahr 2010 beginnen, allerdings verzögerte sich dies auf derzeit unbestimmte Zeit.